# Westfir
Westfir az Amerikai Egyesült Államok északnyugati részén, Oregon állam Lane megyéjében, Eugene-től 56 km-re keletre, Oakridge-től pedig 6 km-re nyugatra, a Willamette Nemzeti Erdőben helyezkedik el. A 2010. évi népszámláláskor 253 lakosa volt. A város területe 0,85 km², melynek 100%-a szárazföld.

## Történet
A közösséget bizonyíthatóan először 1923-ban nevezték Westfirnek. A Western Lumber Company (Nyugati Faipari Vállalat) amerikai duglászfenyő (angolul Douglas-fir) feldolgozásába kezdett, a név a kettő összevonásával keletkezett; a várost a cég alapította dolgozói számára. Legnagyobb ügyfelük a Southern Pacific Railroad volt; a faanyagra a Eugene és Klamath Falls közötti, Westfiren és a Willamette-hágón keresztülhaladó új vasútvonaluk építéséhez volt szükségük.
Westfir postahivatalát 1923 novemberében alapították. A népesség 1931-ben 500 fő volt.
A fűrésztelepet később a Westfir Lumber Company, majd 1946-ban az Edward Hines Lumber Company vette meg. 1952-ben Hines az üzemet rétegelt lemez feldolgozására állította át. Később a vízművel és a szennyvízfeldolgozó teleppel együtt eladta a várost. Az új tulajdonosok azt szerették volna, hogy az infrastruktúra köztulajdonban legyen, így 1976-ban a lakosok beleegyezésével Westfirt hivatalosan is várossá nyilvánították. A fűrésztelep számos tűzesetet követően 1984-ben bezárt.
A városban található az Office Bridge, mely Oregon leghosszabb, létező fedett hídja; a hidat 1944-ben építették a fűrésztelep és a cég főhadiszállásának összekötésére.

## Éghajlat
A térség nyarai melegek (de nem forróak) és szárazak; a havi maximum átlaghőmérséklet 22 °C. A Köppen-skála alapján a város éghajlata meleg nyári mediterrán. A legcsapadékosabb a november–január, a legszárazabb pedig a július–augusztus közötti időszak. A legmelegebb hónap augusztus, a leghidegebb pedig december.
| Hónap                         | Jan.  | Feb.  | Már. | Ápr. | Máj. | Jún. | Júl. | Aug. | Szep. | Okt. | Nov.  | Dec.  | Év    |
| ----------------------------- | ----- | ----- | ---- | ---- | ---- | ---- | ---- | ---- | ----- | ---- | ----- | ----- | ----- |
| Rekord max. hőmérséklet (°C)  | 21,7  | 26,1  | 28,3 | 33,3 | 41,1 | 40,6 | 41,7 | 42,2 | 42,2  | 36,7 | 25,0  | 18,3  | 42,2  |
| Átlagos max. hőmérséklet (°C) | 7,2   | 10,0  | 13,3 | 15,6 | 19,4 | 22,2 | 26,7 | 27,2 | 24,4  | 17,8 | 10,0  | 6,1   | 16,7  |
| Átlaghőmérséklet (°C)         | 3,6   | 5,0   | 7,2  | 9,5  | 12,3 | 15,3 | 18,7 | 18,6 | 15,8  | 10,9 | 7,1   | 2,8   | 10,6  |
| Átlagos min. hőmérséklet (°C) | 0,0   | 0,0   | 1,1  | 3,3  | 6,1  | 8,3  | 10,6 | 10,0 | 7,2   | 3,9  | 1,7   | −0,6  | 4,3   |
| Rekord min. hőmérséklet (°C)  | −18,3 | −16,7 | −7,8 | −5,6 | −6,1 | −1,7 | 0,6  | 1,1  | −2,2  | −6,7 | −10,6 | −18,3 | −18,3 |
| Átl. csapadékmennyiség (mm)   | 152   | 117   | 117  | 107  | 81   | 48   | 18   | 18   | 41    | 89   | 185   | 185   | 1158  |
| Forrás: The Weather Channel   |       |       |      |      |      |      |      |      |       |      |       |       |       |

## Népesség

### 2010
A 2010-es népszámláláskor a városnak 253 lakója, 114 háztartása és 74 családja volt. A népsűrűség 296 fő/km². A lakóegységek száma 132, sűrűségük 154,4 db/km². A lakosok 92,1%-a fehér, 0,4%-a afroamerikai, 1,6%-a indián, 0,4%-a ázsiai, 0,8%-a egyéb-, 4,7% pedig kettő vagy több etnikumú. A spanyol vagy latino származásúak aránya 2% (1,2% mexikói, 0,8% pedig egyéb spanyol/latino származású).
A háztartások 18,4%-ában élt 18 évnél fiatalabb. 47,4% házas, 8,8% egyedülálló nő, 8,8% pedig egyedülálló férfi; 35,1% pedig nem család. 28,9% egyedül élt; 7%-uk 65 éves vagy idősebb. Egy háztartásban átlagosan 2,22 személy élt; a családok átlagmérete 2,7 fő.
A medián életkor 51,1 év volt. A város lakóinak 19,8%-a 18 évesnél fiatalabb, 1,9% 18 és 24 év közötti, 20,5%-uk 25 és 44 év közötti, 39,2%-uk 45 és 64 év közötti, 18,6%-uk pedig 65 éves vagy idősebb. A lakosok 54,2%-a férfi, 45,8%-uk pedig nő.

### 2000
A 2000-es népszámláláskor a városnak 276 lakója, 100 háztartása és 74 családja volt. A népsűrűség 304,5 fő/km². A lakóegységek száma 106, sűrűségük 116,9 db/km². A lakosok 99,28%-a fehér, 0,72%-a pedig indián. A spanyol vagy latino származásúak aránya 1,09% (0,7% mexikói, pedig 0,4% Puerto Ricó-i).
A háztartások 37%-ában élt 18 évnél fiatalabb. 66% házas, 5% egyedülálló nő; 26% pedig nem család. 21% egyedül élt; 6%-uk 65 éves vagy idősebb. Egy háztartásban átlagosan 2,76 személy élt; a családok átlagmérete 3,22 fő.
A város lakóinak 30,1%-a 18 évnél fiatalabb, 4,7%-a 18 és 24 év közötti, 27,5%-a 25 és 44 év közötti, 24,3%-a 45 és 64 év közötti, 13,4%-a pedig 65 éves vagy idősebb. A medián életkor 38 év volt. Minden 18 évnél idősebb 100 nőre 120,8 férfi jut; a 18 évnél idősebb nőknél ez az arány 119,3.
A háztartások medián bevétele 32 031 amerikai dollár, ez az érték családoknál $31 875. A férfiak medián keresete $27 500, míg a nőké $24 375. A város egy főre jutó bevétele (PCI) $11 324. A családok 8,9%-a, a teljes népesség 12,2%-a élt létminimum alatt; a 18 év alattiaknál ez a szám 15,5%, a 65 évnél idősebbeknél pedig 7,4%.

## Gazdaság
A terület három legnagyobb foglalkoztatója az Oakridge-i Iskolakerület, az Armstrong Wood Products, és az Oakridge Sand & Gravel.

## Oktatás
A várost az Oakridge-i Iskolakerület oakridge-i általános- és középiskolája, valamint gimnáziuma szolgálja ki. Westfir középiskolája mára bezárt; a Westfiri Iskolakerület 1967-ben beleolvadt az oakridge-ibe.

## Média
A város hetilapja a Dead Mountain Echo.

## Fordítás
Ez a szócikk részben vagy egészben  a   Westfir, Oregon című angol Wikipédia-szócikk ezen változatának fordításán alapul.  Az eredeti cikk szerkesztőit annak laptörténete sorolja fel. Ez a jelzés csupán a megfogalmazás eredetét és a szerzői jogokat jelzi, nem szolgál a cikkben szereplő információk forrásmegjelöléseként.